# Parkoszowice (województwo małopolskie)

Poświadczenie sprzedaży dziedzictwa Parkoszowice.

Parkoszowice – wieś w Polsce położona w województwie małopolskim, w powiecie miechowskim, w gminie Miechów.

## Części wsi
| SIMC    | Nazwa | Rodzaj    |
| ------- | ----- | --------- |
| 0251558 | Kresy | część wsi |

## Historia
Wieś wymieniona po raz pierwszy w dokumencie z ok. 1400 roku jako Parkoschowycze. W XV wieku została założona na prawie niemieckim. W Archiwum Głównym Akt Dawnych znajduje się m.in. „Poświadczenie sądu ziemskiego krakowskiego o sprzedaży wsi Parkoszowice przez Krystynę, żonę Jaśka z Tczycy, córkę Trojana z Parkoszowic, Femce, wdowie po Borku z Trzcińca, Kraków, 11 maja 1401 roku”.
W końcu XVI wieku wieś położona była w powiecie proszowskim województwa krakowskiego była własnością klasztoru bożogrobców w Miechowie. Według Liber beneficiorum dioecesis Cracoviensis spisanych w latach 1440–1480 przez Jana Długosza wieś liczyła 7 łanów kmiecych oraz trzech zagrodników z rolą. Znajdowała się w niej także karczma, która razem z gospodarstwami kmieciów dawały w sumie biskupstwu krakowskiemu dziesięcinę wartości 12 grzywien. We wsi istniał też folwark klasztorny bożogrobców oraz sołectwo płacące plebanowi w Sławicach dziesięcinę wartości 6 grzywien.
W XVI wieku według ksiąg poborców podatkowych z roku 1581 wieś Parkoszewice leżąca w parafii Słomniki, należała do proboszcza miechowskiego i posiadała 3 łany kmiece oraz 4 zagrodników bez roli.
W XIX-wiecznym Słowniku geograficznym Królestwa Polskiego miejscowość wymieniona jest w powiecie miechowskim w gminie Miechów parafii Sławice. W 1827 roku było w niej 21 domów, w których mieszkało 132 mieszkańców.
W latach 1975–1998 miejscowość położona była w województwie kieleckim.